# Malgassapeira baton
Malgassapeira baton är en fjärilsart som beskrevs av Pierre E.L. Viette 1973. Malgassapeira baton ingår i släktet Malgassapeira och familjen mätare. Inga underarter finns listade i Catalogue of Life.